# María Teresa Portela
María Teresa Portela Rivas (née le 5 mai 1982 à Cangas de Morrazo) est une kayakiste espagnole pratiquant la course en ligne.

## Biographie
Elle participe aux Jeux olympiques de 2004 en K-2 500 m et K-4 500 m et de 2008, en K-4 500 m. Elle termine à chaque fois à la  5e place.
Elle est la première athlète espagnole qui participe à six Jeux olympiques (de 2000 à 2020).

## Palmarès

### Championnats du monde de canoë-kayak course en ligne
- 2009 à Dartmouth,  Canada
  -  Médaille de bronze en K-4 500 m
- 2005 à Zagreb,  Croatie
  -  Médaille d'or en K-1 200 m
  -  Médaille d'argent en K-2 200 m
  -  Médaille de bronze en K-4 200 m
- 2003 à Gainesville,  Géorgie
  -  Médaille d'argent en K-1 200 m
  -  Médaille d'argent en K-2 200 m
  -  Médaille d'argent en K-4 200 m
  -  Médaille de bronze en K-4 500 m
- 2002 à Séville,  Espagne
  -  Médaille d'or en K-1 200 m
  -  Médaille d'argent en K-4 200 m
  -  Médaille de bronze en K-4 500 m
- 2001 à Poznań,  Pologne
  -  Médaille d'argent en K-4 200 m
  -  Médaille de bronze en K-4 500 m